# Šipovo
Šipovo (cyr. Шамац) – miasto w Bośni i Hercegowinie, w Republice Serbskiej, siedziba gminy Šipovo. W 2013 roku liczyło 3749 mieszkańców.